# 卡洛斯曼努埃爾德塞斯佩德斯
卡洛斯曼努埃爾德塞斯佩德斯是古巴的城鎮，属卡馬圭省，面積653平方公里，海拔高度75米，2004年人口25,707，人口密度為每平方公里39.4人。该城以古巴国父卡洛斯·曼努埃尔·德·塞斯佩德斯命名。